# Банда на четиримата
Бандата на четиримата (на традиционен китайски: 四人幫, на опростен китайски: 四人帮, на пинин: Sìrén bāng) е група от лидери на Китайската комунистическа партия. Включва Джан Цунцяо, Яо Уънюен, Уан Хунуън и Дзян Цин (вдовицата на дългогодишния партиен и държавен лидер Мао Дзедун). Те са арестувани през 1976 г. и са обвинени за жестокостите на Културната революция в Китай.
По време на Културната революция Мао Дзедун поставя жена си като ръководител на държавния културен апарат. Джан Цунцяо, Яо Уънеан и Уан Хунуън са лидери на партията в Шанхай. Те спомагат да задържат този град за Мао по време на културните реформи. Към края на живота на Мао Бандата на четиримата води битки за власт срещу Дън Сяопин, Джоу Енлай и Йе Дзиенин.
Изглежда влиянието на групата запада към 1976 г., тъй като след смъртта на Чжоу Енлай през януари 1976 г. на неговия пост не застава никой от радикалите, а неизвестният Хуа Гоуфън. Когато Мао умира, Хуа е избран за председател на партията. На 6 октомври 1976 г. Хуа нарежда арестуването на четиримата и техни поддръжници. Масирана медийна кампания впоследствие им дава името „Бандата на четиримата“ и ги обвинява за зверствата на културната революция.
На публичен процес през 1981 Дзян Цин и Джан Цунцяо получават смъртна присъда, която впоследствие е променена на доживотна. Уан Хунуън и Яо Уънюен са осъдени на затвор съответно до живот и на 20 години. Впоследствие и четиримата са освободени. Дзян Цин се самоубива през 1991 г., Уан Хунуън умира през 1992 г., а Джан Цунцяо и Яо Уънюен умират през 2005 г.